# Karangboyo
Karangboyo is een bestuurslaag in het regentschap Blora van de provincie Midden-Java, Indonesië. Karangboyo telt 8401 inwoners (volkstelling 2010).